# Anna (era)
La Era Anna (安和?) fue un período de la historia de Japón comprendido los años 964-968, entre la Era Kōhō y la Era Tenroku. Los emperadores que gobernaron entonces fueron Reizei-tennō (冷泉天皇?) y En'yū-tennō (円融天皇?).
El cambio de era entre La Kōhō y la Anna se produjo el día 15 del mes octavo del 968.